# 鎖夢樓
《鎖夢樓》，2012年中華電視臺八點檔，由謝祖武、馬雅舒、高雲翔、江淑娜領銜主演；史可、楊蓉、沈泰主演。該劇於2012年6月23日在湖北综合频道首播, 同年10月2日起在華視播出。

## 播出時間
以下時間以當地時間（台灣時間）為準
| 頻道                     | 所在地 | 播放日期        | 播出時間                    |
| ------------------------ | ------ | --------------- | --------------------------- |
| 華視（華視HD台同步播出） | 臺灣   | 2012年10月2日   | 星期二晚間21:00~22:00       |
| 華視（華視HD台同步播出） | 臺灣   | 2012年10月3日起 | 每週一至週五晚間20:00~22:00 |
| 佳乐台                   | 新加坡 | 2014年5月29日   | 星期一至五22:00             |

## 故事大綱
鎖夢樓，本是為夫妻恩愛而造，卻鎖住幾代女人的青春與夢。
江家世代經營綢布庄，傳至民國初年，只剩寡婦當家，固守傳統門風治家。然而，世風丕變，一個上海舞女出現，試圖拐走江家大少；而叛逆新潮的江家二少，卻又千方百計的，要去娶進一名貧家女。
一個想進門的進不了門、一個不想進門的卻進了門，而封建保守的寡婦、在新時代的風暴裡、用盡手段要捍衛門風和家族。
三個女人，她們為男人而戰、為子女而戰、為尊嚴名譽而戰、風波迭起、鬧得江家及滿城風風雨雨；最後，她們都改變了江家。
『鎖夢樓』，兩個男人的愛情，三個女人的戰爭。

## 演員陣容
演員名單表

### 主要演員
| 演員   | 角色   | 備註 |
| 謝祖武 | 江達天 | 江家长子，性格温和，虽然生活在一个封建保守的家庭，却敢于追求自己的爱情。达天在去上海收账时结识了舞女金凤，并陷入爱河。无奈家中母亲强势，门风保守，自己已有妻女，虽几经努力，最终还是无法和金凤在一起。最后，达天的死终于使母亲幡然醒悟，也化解了金凤与江母的仇恨。 |
| 馬雅舒 | 金鳳   | 金凤父母早逝，被寄养在二叔家，受尽了婶婶的气。后来被二叔卖给别人家做童养媳，因无法忍受夫家的虐待，逃了出来，在上海做了舞女。虽然身世凄苦，可金凤的性格刚毅泼辣，是一位自强自立的女性。她十分憎恶江家，可她却愿意帮助江家三小姐追寻自己的幸福，可见她有一颗金子般的心。 金凤在舞厅偶然结识了来上海谈生意的江家大少爷江达天，两人坠入爱河。江达天回到南浔老家后，金凤发现自己怀孕，于是来到南浔庆祥绸布庄投奔江达天。江家门第显赫，江母十分保守，最重门风，无论如何都不允许达天娶金凤。金凤走投无路，想要自杀，却被周晴救下。金凤历经磨难，生下儿子，虽与达天有短暂的团聚，却阴差阳错，始终无法走到一起。 |
| 江淑娜 | 錦雲   | 达天的妻子，江家大少奶奶。锦云是封建包办婚姻的牺牲品，性格软弱无主见。在江家，锦云得不到家人的关心、丈夫的爱，甚至遭到陪嫁丫鬟的背叛，生活得备受煎熬。生活在江母的阴影之下，经常被婆婆训诫，渐渐地，锦云对家里的事不敢多管、不敢多问，就连丈夫有了其他女人，她也不得不装聋作哑。最后，在周晴的鼓励和支持下，锦云终于做出了自己的选择，她离开了让自己痛苦的江家，去寻找自己的幸福。 |
| 高雲翔 | 江達海 | 江家二少爷，妾室所生。性格叛逆不羁，具有经商头脑。达海在帮哥哥解决“麻烦”的过程中，结识了贫家女周晴，并且爱上了周晴，二人的爱情几乎遭到所有人的反对，达海更因此被赶出江家，但达海凭借对爱情的执着，克服一切困难，最终和周晴走到了一起。 |

### 其他演員
| 演員   | 角色   | 備註 |
| 史可   | 江母   | 锁梦楼江家的大家长。江家的锁梦楼传说是因夫妻恩爱而建。江母早年丧夫，靠将母的辛勤刚毅支撑起整个江家。但江母强势保守，在家中说一不二，以致于家人都十分惧怕她，也直接造成了达天和金凤的不幸。最后，达天身亡，江母幡然醒悟，真心向金凤道歉，且不再干涉子女的生活，让他们自己选择自己想要的生活。 |
| 楊蓉   | 周晴   | 在周晴是一个贫家女，却是一位接受过新式教育的新女性，善良的周晴帮助素不相识的金凤度过了一个个难关，在达海最艰难的时候，接受了达海的爱，答应嫁给达海，帮助鼓励达海度过难关，她的爱给了达海力量和勇气。达海评价周晴是想法新、大胆、不怕事，也正因为如此，在面对腐旧的家庭制度时，她会断然反对。在和保守的江家一次次战争中，周晴用自己前卫的思想和行为最终获得了江家的认可，她成功的将锁住江家梦想的锁梦楼打开，锁梦楼不再“锁梦”而是成为了梦想的新起点，周晴也成为了江家新的掌门人。这个善良、隐忍、宽容、大度的女孩着实让人敬佩。 |
| 沈泰   | 劉和謙 | 周晴的同事兼好友，刘家茶庄的少爷。刘和谦虽然是大户人家的子弟，却并不骄纵，当初和周晴一同救下金凤。起初，刘和谦被达海误认为是周晴的男朋友，但刘和谦却对心莲一见钟情。无奈心莲生活在一个封建腐朽的家庭中，二人的爱情不被江母认可，刘和谦决定抛弃一切，同心莲私奔，最后，江母终于同意二人恋爱。 |
| 蔡蝶   | 綠香   | 锦云的陪嫁丫鬟，爱慕达天，狡诈狠毒，为了向上爬，不惜谋害主母。为了能和达天在一起，绿香经常暗地里挑拨锦云和达天的关系，利用阴险的手段当上达天的妾室后，更加猖狂放肆，害的锦云流产，却始终得不到达天一点一滴的感情。多行不益必自毙，最后，疯狂的绿香不仅害死了达天，也害死了自己。 |
| 趙越   | 姨娘   | 江家已过世的姥爷的妾室，达海生母，以大太太马首是瞻，十分惧怕大太太。当年，姨娘与人通奸，生下达海，被在外做生意的江家老爷知道，江家老爷本想赶回家处死姨娘，不料却意外身亡。大太太为了江家颜面将姨娘通奸之事隐瞒了下来，将达海当做江家的子孙。姨娘为了保住自己和达海在江家的荣华富贵，只有对大太太唯命是从。周晴嫁入江家后，因嫌弃周晴是贫家女，对周晴十分苛刻，甚至污蔑周晴，达海处处维护周晴，让姨娘十分生气。 |
| 張娜   | 江心蓮 | 江家三小姐，有着少女的天真、可爱。心莲虽然生活在一个封建保守的家庭中，却有自己的想法和追求，面对母亲安排的婚姻，她鼓起勇气反抗，最终，终于和自己所爱的人在一起。 |
| 張瑞珈 | 周母   | |
| 王昱淇 | 月兒   | |
| 王翊菲 | 歡歡   | 達天與錦雲之女。 |
|        | 江鴻輝 | 小名毛毛，達天與金鳳之子。 |

## 電視劇歌曲
| 曲序 | 曲目                      |                | 作曲   | 演唱           |
| ---- | ------------------------- | -------------- | ------ | -------------- |
| 1.   | 人間（片頭曲）            | 江淑娜         | 孫藝澄 | 江淑娜、謝祖武 |
| 2.   | 鎖夢（片尾曲）            | 江淑娜、孫藝澄 | 孫藝澄 | 江淑娜         |
| 3.   | 愛我就給我 對唱版（插曲） | 江淑娜、陳冠甫 | 陳冠甫 | 江淑娜、謝祖武 |
| 4.   | 愛我就給我 獨唱版（插曲） | 江淑娜、陳冠甫 | 陳冠甫 | 江淑娜         |

## 收視率

### 華視首播收視率
| 播映日期                                                           | 週數     | 平均收視率 | 排名 | 集數  | 備註                                     |
| ------------------------------------------------------------------ | -------- | ---------- | ---- | ----- | ---------------------------------------- |
| 2012年10月2日－10月5日                                             | 1        | 0.56       | 5    | 01-04 | 10月2日於《宮鎖珠簾》完結篇後，21:00上檔 |
| 2012年10月8日－10月12日                                            | 2        | 0.54       | 5    | 05-09 |                                          |
| 2012年10月15日－10月18日                                           | 3        | 0.70       | 5    | 10-13 |                                          |
| 2012年10月19日華視因轉播《第47屆廣播金鐘獎頒獎典禮》，暫停播出一次 |          |            |      |       |                                          |
| 2012年10月22日－10月25日                                           | 4        | 0.80       | 5    | 14-17 | 10月25日播映完結篇                       |
| 平均收視                                                           | 平均收視 | 0.65       |      | -     | -                                        |

- 同時段節目：
  - 三立：
    - 三立台灣台《牽手》
    - 三立都會台《剩女保鏢》

  - 民視《風水世家》
  - 台視：
    - 週一～週四《陽光正藍／後宮》
    - 週五《百萬小學堂》

  - 中視《大秦帝國之縱橫》
  - 大愛《雨露》
- 由AGB尼爾森調查，調查範圍是四歲以上收看電視之觀眾。
- 資料來源：中時娛樂、凱絡媒體週報

## 製作團隊
- 監　  製：車慶餘
- 製　  片：阮虔芷/夏延平
- 編　  劇：丁亞民
- 導　  演：胡意涓
- 音　  樂：
- 製作公司：
- 出品公司：北京華錄百納影視有限公司
- 製片主任：周建明
- 統　  籌：揚啟榮
- 攝 影 師：何逸群
- 攝影助理：曹家發/范慶智
- 剪 輯 師：劉亞東
- 剪輯助理：夏澤
- 生活製片：駱進明
- 外聯製片：熊志力
- 化 妝 師：葉烔秋
- 化妝助理：施威/陳瑞錦/謝文雁/楊沙沙
- 梳 妝 師：蔡宜岑
- 梳妝助理：張東利/王宜蘭/姬清晨/楊皎
- 跟 機 師：高寶寬
- 錄　  音：周曉峰
- 燈 光 師：郭金武
- 燈光助理：郭金奎/謝勝軍/張友才/郭鵬/張牙
- 場　  記：張占
- 演員統籌：方忠明

## 外部連結
- 《鎖夢樓》華視官網 （页面存档备份，存于）

## 作品的變遷
| 華視 每週一~週五晚間20:00~22:00 (10/19頒發"廣播金鐘獎" 故暫停一次) | 華視 每週一~週五晚間20:00~22:00 (10/19頒發"廣播金鐘獎" 故暫停一次) | 華視 每週一~週五晚間20:00~22:00 (10/19頒發"廣播金鐘獎" 故暫停一次) |
| ------------------------------------------------------------------ | ------------------------------------------------------------------ | ------------------------------------------------------------------ |
|                                                                    | 鎖夢樓 (2012.10.02-2012.10.25)                                     |                                                                    |
| 宮鎖珠簾 (2012.09.06-2012.10.02)                                   | 包青天之開封奇案 (2012.10.29-2012.11.23)                           |                                                                    |

| 八大戲劇台 週一至五 23:00~00:00    | 八大戲劇台 週一至五 23:00~00:00                                       | 八大戲劇台 週一至五 23:00~00:00 |
| ---------------------------------- | --------------------------------------------------------------------- | ------------------------------- |
|                                    | 鎖夢樓 (2013.01.15 - 2013.03.01)                                      |                                 |
| 深宮諜影 (2012.11.22 - 2013.01.14) | 女兒紅 (2013.03.04 - 2013.04.15) 愛情的滋味 (2013.04.16 - 2013.05.17) |                                 |

| 新加坡 佳樂台 每週一至週五 20:00 - 22:00  | 新加坡 佳樂台 每週一至週五 20:00 - 22:00 | 新加坡 佳樂台 每週一至週五 20:00 - 22:00 |
| ----------------------------------------- | ---------------------------------------- | ---------------------------------------- |
|                                           | 锁梦楼 （2014年5月29日-2014年7月4日)     |                                          |
| 天龙八部 （2014年3月14日－2014年5月28日） | 龍門鏢局 (2014年7月7日-9月1日）          |                                          |